# Levering Act
Il Levering Act (lett. Atto di leva) è una legge emanata dallo stato americano della California nel 1950. Richiede ai dipendenti statali di sottoscrivere un giuramento di lealtà che negava espressamente convinzioni radicali fra cui l'iscrizione al Partito Comunista.
Era rivolto in particolare ai dipendenti dell'Università della California. Diversi docenti persero la loro posizione quando si rifiutarono di firmare giuramenti di lealtà.

## Contesto storico
Con l'inizio della guerra fredda subito dopo la fine della seconda guerra mondiale, il governo degli Stati Uniti cominciò a temere la possibile infiltrazione sovietica che avrebbe potuto influenzare l'opinione pubblica e vanificare gli sforzi degli Stati Uniti per contrastare l'influenza sovietica. Ciò portò durante l'amministrazione Truman ad approvare leggi ed a varare programmi che consentono al governo federale di indagare su coloro che erano sospettati di slealtà. Anche i singoli Stati, nello stesso periodo, emanarono leggi simili.
Alla fine degli anni '40, ai dipendenti dello stato della California era già richiesto di prestare un giuramento in cui si professava la lealtà alle Costituzioni della California e degli Stati Uniti. Tale giuramento non era, tuttavia, richiesto ai dipendenti dell'Università della California, che sebbene fosse sotto il formale controllo statale, manteneva ampi spazi di autonomia. Un eventuale giuramento dei dipendenti dell'università sarebbe potuto essere imposto solo con una legge specifica. Il senatore Jack B. Tenney, presidente del Commissione per le attività antiamericane aveva presentato diverse proposte di giuramento di lealtà insieme a una dozzina di altre proposte anti-sovversive. In risposta, Robert Sproul, presidente dell'Università della California, decise di sua iniziativa di prevenire azioni legislative imponendo ai dipendenti universitari di prestare tale giuramento. Si legge:
C'è da dire che la Costituzione della California specificava che nessun'altra dichiarazione di lealtà poteva essere richiesta ai dipendenti statali oltre a quelle già previste. Il Levering Act, chiamato dal nome di Harold K. Levering, il legislatore repubblicano che lo propose e lo fece approvare nel corso del 1949-50, intendeva ovviamente modificare lo stato delle cose, classificando gli impiegati pubblici come impiegati della protezione civile e utilizzando questa motivazione come base legale per richiedere il nuovo giuramento che sarebbe stato imposto a tutti i dipendenti dello stato della California.
La California State Federation of Teachers disse nel 1950:
Il governatore repubblicano Earl Warren inizialmente si oppose alla proposta di legge. I Reggenti dell'Università licenziarono 31 professori di ruolo che si rifiutarono di firmare il giuramento per motivi di libertà accademica. Warren decise di sostenere il giuramento durante la sua campagna per la rielezione del 1950.
Nell'ottobre 1952, nella causa legale Tolman v. Underhill, la Corte Suprema della California ha ripristinato gli insegnanti universitari che erano stati licenziati dall'università prima del passaggio dell'Atto per aver rifiutato di firmare il giuramento richiesto dai Reggenti dell'Università. Il tribunale ha constatato che i reggenti avevano superato la loro autorità nell'imporre il giuramento come condizione per l'impiego. I 18 insegnanti i cui licenziamenti erano in questione avevano bisogno di prestare giuramento richiesto dalla legge sulla leva per poter essere ripristinati. Il caso è stato portato da Stanley Weigel, repubblicano, in seguito membro del comitato nazionale della ACLU e Kennedy nomina alla panchina federale.
Nel 1953, la Corte Suprema degli Stati Uniti rifiutò di ascoltare un appello di uno degli insegnanti licenziati, il professor Leonard T. Pockman del San Francisco State College. L'ordinanza emessa dal tribunale affermava che il caso non riguardava una questione federale sostanziale.
In 1967, la Corte Suprema dello Stato della California decise l'incostituzionalità del Levering Act con 6 voti favorevoli ed un solo voto contrario. Le cause intentate dai singoli si sono protratte per anni, ad esempio Albert E. Monroe riuscì ad ottenere il risarcimento per alcuni privilegi persi nel 1950, quando fu licenziato, solo nel 1972.
Tali giuramenti sono stati occasionalmente fonte di controversie. Nel 2008, un'insegnante quacchera fu licenziata dalla California State University East Bay perché aveva redatto il suo giuramento di lealtà scrivendo "non violentemente" di fronte a "sostenere e difendere [gli Stati Uniti e le Costituzioni statali] contro tutti i nemici, stranieri e domestici". L'ufficio del procuratore generale della California ha affermato che "in linea generale, i giuramenti possono essere modificati per conformarsi ai valori individuali", suggerendo che la modifica dell'insegnante era accettabile.

## Individui importanti colpiti
- Erik Erikson
- Ernst Kantorowicz
- Hans Lewy
- Phiz Mezey
- David S. Saxon
- Pauline Sperry
- Edward C. Tolman
- Gian Carlo Wick
- Leonardo Olschki